# IPython
IPython est un terminal interactif, ou shell, pour le langage de programmation Python qui propose des fonctionnalités telles que l'introspection, une syntaxe additionnelle, la complétion et un historique riche.
En 2014, la communauté de développement décide de scinder le projet en deux :
- la partie spécifique au langage Python reste dans le projet IPython ;
- la partie indépendante du langage passe dans un nouveau projet nommé Jupyter (pour Julia, Python, R).

La version 3.0 est la dernière version « monolithique » d'IPython[réf. nécessaire].

## Notebook

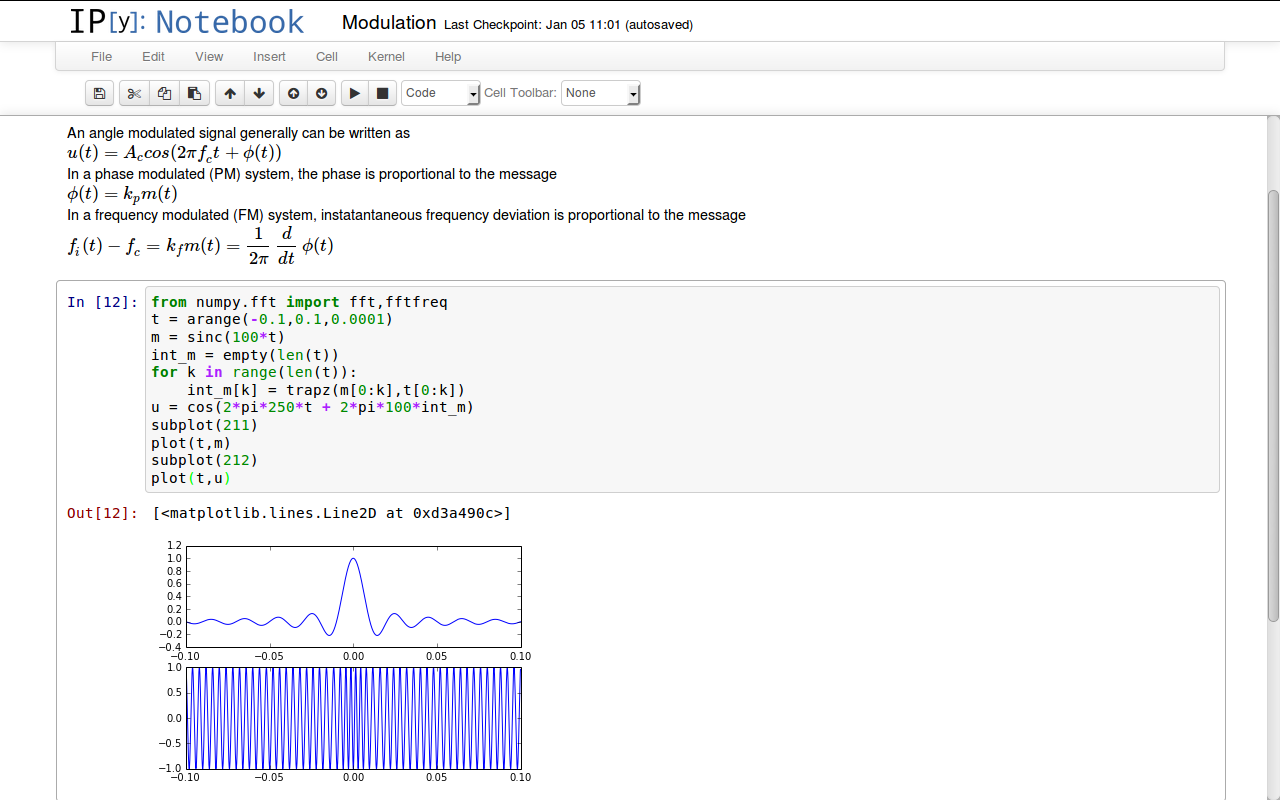
Un notebook sur Ipython.

Depuis la version 0.12, IPython fournit une nouvelle interface web riche: Notebook. Notebook est composé de deux parties: un format basé sur le JSON pour partager les sources Python et leurs réponses dans un formatage riche et une interface web proche de celle proposée par Maple ou Mathematica dont l'objectif est de fournir une interface propre et accessible aux non développeurs.

## Autres fonctionnalités
IPython permet une interaction non bloquante avec Tkinter, GTK+, Qt et wxWidgets (le terminal par défaut de Python ne permet que l'interaction bloquante avec Tkinter). De plus, IPython permet de gérer de manière interactive des grappes de serveurs en utilisant des fonctions asynchrones de rappel et/ou MPI.
IPython peut également être utilisé comme un terminal système de remplacement. Son comportement par défaut est très familier aux shells Unix, mais il permet d'être personnalisable et souple en ce qui concerne l'exécution de code dans un environnement de développement Python en direct.

## Dans les médias
IPython a été mentionné dans la presse informatique anglophone et a été représenté à diverses conférences scientifiques. Pour l'ingénierie et les sciences, il est souvent présent en parallèle avec Matplotlib.

## Subventions et récompenses
Depuis début 2013 et pour deux ans, la fondation Alfred P. Sloan subventionne le développement de IPython.
En mars 2013, le projet a valu le Prix pour l'avancement du logiciel librelibre par la Free Software Foundation à son créateur.